# Alfred Berger (matematik)
Alfred Berger (16. února 1882 Brno – 10. března 1942 Vídeň) byl český pedagog a matematik.

## Biografie
Po absolvování 1. německého gymnázia v Brně začal v roce 1901 studovat matematiku a fyziku na technice v Mnichově. V letech 1902 až 1906 ve studiu pokračoval na univerzitě ve Vídni, kde v roce 1906 získal doktorát za práci Über die zur dritten Stufe gehörigen hypergeometrischen Integrale am elliptischen Gebilde. V letním semestru roku 1908 studoval na univerzitě v Göttingenu a krátce poté tři měsíce suploval místo asistenta matematiky na německé technice v Brně.
Od 1. ledna 1909 byl zaměstnán u životní pojišťovny Phönix. V roce 1911 převzal vedení jejího matematického oddělení, v roce 1919 byl jmenován zastupujícím a v roce 1927 statutárním ředitelem této pojišťovny.
V letech 1923 a 1925 vyšla jeho dvousvazková učebnice Die Prinzipien der Lebensversicherungstechnik, kterou v roce 1928 předložil na univerzitě ve Vídni jako svůj habilitační spis. V roce 1933 byl jmenován mimořádným profesorem pojistné matematiky. Své přednášky z pojistné matematiky a matematické statistiky konal až do školního roku 1938/1939, kdy byl suspendován. Důvodem byl krach pojišťovny Phönix a s tím spojené vyšetřování řídících pracovníků tohoto ústavu. V roce 1939 byl soudní proces s ním zastaven a on se vrátil ke své výuce na univerzitě.